# Olga Dvirna
Olga Dvirna (RSS de Ucrania, 11 de febrero de 1953) es una atleta soviética retirada especializada en la prueba de 1500 m, en la que ha conseguido ser campeona europea en 1982.

## Carrera deportiva
En el Campeonato Europeo de Atletismo de 1982 ganó la medalla de oro en los 1500 metros, con un tiempo de 3:57.80 segundos que fue récord de los campeonatos, llegando a meta por delante de la también soviética Zamira Zaytseva y la italiana Gabriella Dorio (bronce).